# Subst (commande)
Subst est un logiciel en ligne de commande qui peut être saisie dans l'interpréteur de commandes des systèmes DOS et Windows qui permet de créer un lien entre une lettre de disque virtuel et un chemin d'accès. Il s'agit d'une commande externe développé par Microsoft à destination de ses systèmes d'exploitation MS-DOS et Windows.
La commande équivalente sous UNIX est: mount.
Le résultat de cette commande n'est valide que le temps de la session en cours. Lors du redémarrage de la machine, le lien disparait et par conséquent le disque virtuel n'est plus disponible.